# Lothar Bergmann (Politiker)
Lothar Bergmann (* 13. Juli 1931 in Arnstadt; † 25. Februar 2004) war ein deutscher Kommunalpolitiker (SPD) und von 1976 bis 1982 Landrat des Landkreises Bergstraße.

## Karriere
Im Jahr 1947 ging Bergmann von seiner thüringischen Heimatstadt Arnstadt nach Cuxhaven. Dort machte er sein Abitur. Anschließend studierte er in Freiburg und Berlin Rechtswissenschaften. In Berlin wurde er promoviert und arbeitete dort hauptamtlich an der Universität. Danach ging er als Kreisrechtsrat in das Landratsamt des Landkreises Bergstraße in Heppenheim. 1972 bis 1976 war er unter dem sozialdemokratischen Landrat Ekkehard Lommel Erster Kreisbeigeordneter. 1976 wurde Bergmann dann Lommels Nachfolger. Nach seiner politischen Karriere arbeitete Bergman als Sozius in einer Heppenheimer Anwaltskanzlei.
Bergmann verstarb überraschend während eines Schwarzwald-Urlaubes im Februar 2004.